# Kvinnomarschen (Sydafrika)

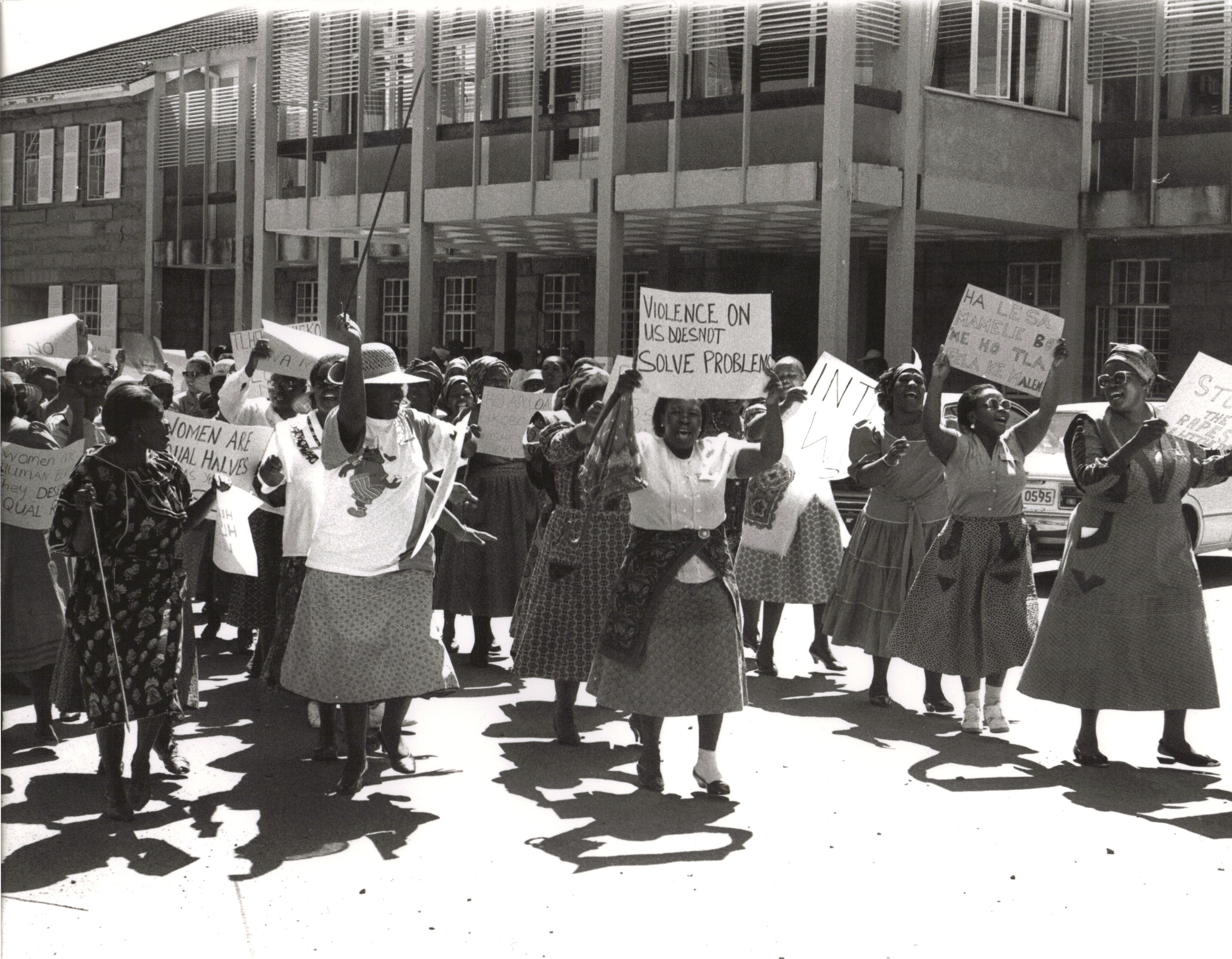
National Women's Day är fortsatt en viktig manifestation. Här demonstrerar kvinnor i Lesotho mot våld mot kvinnor vid National University of Lesotho.

Kvinnomarschen var en marsch som ägde rum den 9 augusti 1956 i Pretoria i Sydafrika. Målet med marschen var att protestera mot introduktionen av apartheids passlagar för mörkhyade kvinnor år 1952 och att framföra ett förslag till den dåvarande premiärministern J.G. Strijdom.

## Historik

### Tidiga brittiska kolonier
Olika former av inrikespass för icke-européer hade existerat i Sydafrika sedan tidigt 1800-tal. I Kapkolonin hade slavar tvingats bära pass från 1709 och framåt. När brittiskt styre ledde till att slavhandel förbjöds 1807 påverkades arbetsmarknaden och det uppstod brist på arbetskraft inom jordbruket. De brittiska kolonisatörerna började anställa arbetare ur khoikhoifolket. För att göra det svårare att lämna sin anställning ställdes krav på skriftligt tillstånd från arbetsgivaren för att få lämna det jordbruk arbetarna tillhörde. Först 1828 avskaffades kraven på tillstånd. I de brittiska kolonierna, såsom Kapkolonin, förbjöds slaveri helt från 1833.

### Boerrepublikerna
Periodvis förekom även krav på inrikespass för europeiska nybyggare, för att stärka nyetablerade bosättningar. I slutet av 1800-talet upplevde lokala och nationella politiker i Oranjefristaten att urbaniseringen tilltog på ett problematiskt sätt. Majoriteten av befolkningen bodde lantligt, men städerna erbjöd bättre möjligheter till försörjning. Svarta och färgade hindrades att flytta till städerna. Samtidigt behövdes viss arbetskraft, som inhystes i utkanten av samhällena i områden med dålig infrastruktur och låg standard. Lösdriverilagstiftning tvingade dem att bära inrikespass, och bergänsade arbetarnas rörelser och resor.
Även i Sydafrikanska republiken, det vill säga området Transvaal, infördes passlagar som skulle tvinga svarta att bosätta sig på specifika platser, för att förse vita jordbrukare med arbetskraft. Från 1866 kunde en svart person som vistades utanför sitt tillåtna område arresteras, om han inte hade ett pass från sin arbetsgivare eller från en domare, missionär eller vissa andra tjänstemän. När diamantrushen började 1868 infördes krav på registrering av alla arbetare; för de svarta infördes även krav på pass.

### Från Sydafrikanska unionen till Apartheid
Under 1900-talet fram till apartheideran fortsatte krav på olika former av pass att gälla för svarta och färgade män. Oranjefristaten försökte 1913 införa pass för kvinnor. Många kvinnor gjorde passivt motstånd och vägrade att bära passen. Reglerna efterlevdes inte under Första världskriget 1914–1918. Efter ytterligare motstånd beslutade den sydafrikanska regeringen 1922 att kvinnor inte skulle behöva inrikespass. Regeringen lyckades ändå begränsa kvinors rörelsefrihet genom ny lagstiftning som innebar att de enda svarta kvinnor som fick leva i städerna var hushållsanställda.

### 1952 års passlagstiftning
När apartheidregeringen tillträdde 1948 fanns alltså ett sedan länge inarbetat system för att begränsa människors rörelsefrihet, främst av arbetsmarknadspolitiska skäl. Under premiärminister D.F. Malans och det nya National Partys ledning infördes 1950 lagkrav på att alla invånare skulle registreras efter ras och att bostadsområden skulle segregeras så att vita, svarta, färgade och indier inte längre skulle kunna bo i samma område.
Två år senare, 1952, skulle två nya lagar ytterligare begränsa rörelsefriheten: Native Laws Amendement Act och Natives (Abolition of Passes and Coordination of Documents) Act. Den förstnämnda gjorde det olagligt för svarta män och kvinnor att vistas i ett stadsområde i mer än 72 timmar om de inte hade särskild tillåtelse till det. De enda svarta kvinnor som lagligt kunde bo i townships var makar och ogifta döttrar till de svarta män som hade permanent vistelsetillstånd i området.
Natives (Abolition of Passes and Coordination of Documents) Act innebar att alla de olika dokument som svarta män måste bära med sig ersattes av ett enda dokument: referensboken (engelska: the reference book). Här registrerades bärarens identitet, lagliga bostadsort, skattebetalningar och eventuella vistelsetillstånd i städerna. Lagen gällde alla svarta över 16 års ålder, även kvinnor, och skulle förnyas var 30:e dag.
Den ursprungliga lagen innehöll ingen tidplan för utfärdandet av pass till kvinnor. Det skulle dröja ända till september 1955 innan regeringen kungjorde att kvinnornas pass skulle införas, med start 1 januari 1956. Under tiden hade kvinnorörelserna organiserat sig i rörelser som the Federation of South African Women och African National Congress Women's League. I oktober 1955 anordnades därför en demonstration vid regeringsbyggnaderna Union Buildings i Pretoria. Trots motstånd från regeringen och Pretorias stadsfullmäktige lyckades 1 000–2 000 kvinnor samlas framför regeringsbyggnaderna, vilket räknades som en enorm framgång. Efter oktoberdemonstrationen följde ett flertal protester mot inrikespassen i Cape Town, Durban, East London, Johannesburg och Port Elisabeth.

## Marschen

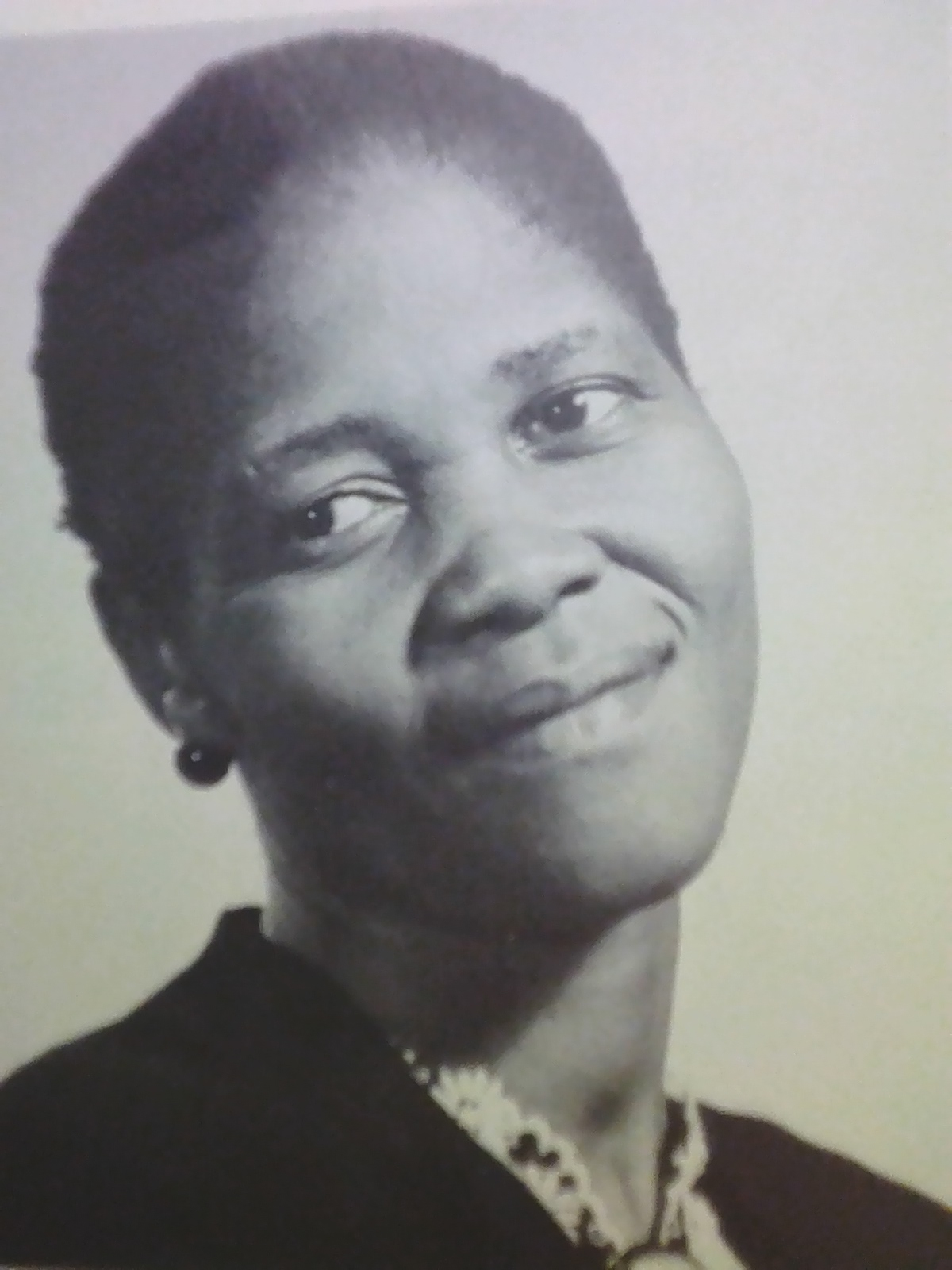
Lilian Ngoyi var en av organisatörerna av kvinnomarschen, och blev den första kvinnan i ANC:s nationella exekutivkommitté.

I september 1956 hade regeringen lyckats utfärda 23 000 referensböcker till kvinnor. Federation of South African Women och ANC:s kvinnoförbund beslutade sig för att organisera en ny marsch till Pretoria. Denna gång skulle det bli en nationell demonstration, med deltagare från hela landet. Målet var att överlämna en petition till premiärminister J.G, Strijdom mot nya passlagar och den lagstiftning om olika bostadsområden för olika raser..
Federation of South African Women hade skrivit till premiärminister Strijdom, för att be om ett möte så att de skulle kunna delge sina åsikter. Begäran avslogs. I stället började ANC att resa runt i landet för att kontakta lokala ledare som skulle kunna skicka representanter till ett stormöte i augusti. Det blev en succé! Marschen samlade mer än 20 000 kvinnor, från stora delar av landet. Bland de ledande personerna fanns bland andra Lilian Ngoyi, Helen Joseph, Albertina Sisulu och Sophia Williams-De Bruyn.
Sociologen Cherryl Walker har beskrivit manifestationen som ordningsam och värdig. Hon berättar att många av de svarta kvinnorna bar traditionella kläder, eller kongressrörelsens färger grönt, svart och guld. En del kvinnor bar småbarn på sina ryggar, några barnflickor hade med sig sina vita arbetsgivares barn. Efter att ha lämnat petitionerna framför regeringsbyggnaden stod den stora folkmassan i tystnad i nära en halvtimma, innan de avslutade med att sjunga psalmen och frihetssången Nkosi Sikelel' iAfrika.
Neither the prime minister or any of his senior staff was there to see the women, so as they had done the previous year, the leaders left the huge bundles of signed petitions outside JG Strijdom's office door. It later transpired that they were removed before he bothered to look at them. Then at Lilian Ngoyi's suggestion, a masterful tactic, the huge crowd stood in absolute silence for a full half hour. Before leaving (again in exemplary fashion) the women sang ‘Nkosi sikeleli Afrika'.

## Effekter
Marschen nådde sitt mål regeringsbyggnaderna i Pretoria, men uppgifterna går isär om petitionen kunde överlämnas. Klart är att Strijdom hade sett till att inte vara närvarande. Vissa källor menar att petitionen mottogs av hans sekreterare. Andra anger att stora buntar med namnunderskrifter lämnades utanför premiärministerns kontor, och flyttades undan innan premiärministern såg dem.
Oavsett lade apartheidregeringen ingen större vikt vid demonstrationen. men marschen fick ändå stor betydelse. För det första enades kvinnor från de olika rasgrupper som apartheidregeringen delat in landet i för en gemensam protest, trots att passlagarna främst gällde de svarta. För det andra ledde marschen till att Lilian Ngoyi som den första kvinnan valdes in som ledamot i ANC:s nationella exekutivkommitté. Idag högtidlighålls den 9 augusti som National Women's Day i Sydafrika och är en nationell helgdag.